# کنتو هاشیموتو (بازیکن فوتبال، زاده ۱۹۹۹)
کنتو هاشیموتو (ژاپنی: 橋本 健人؛ زادهٔ ۸ دسامبر ۱۹۹۹) یک بازیکن فوتبال اهل ژاپن است.
از باشگاه‌هایی که در آن بازی کرده‌است می‌توان به باشگاه فوتبال رینوفا یاماگوچی اشاره کرد.